# 斯莫利亞尼基夫卡
51°2′53″N 34°18′24″E / 51.04806°N 34.30667°E
斯莫利亞尼基夫卡（烏克蘭語：Смоляниківка）是位於烏克蘭東北部的村莊，由蘇梅州蘇梅區的比洛皮利亞市鎮負責管轄。該村距離莫斯卡倫基、杜德琴基、科滕基和漢尼夫卡-維里夫斯卡2公里，海拔高度153米，2001年人口11。